# Équipe du Nigeria des moins de 23 ans de football
Maillots
L'équipe du Nigeria des moins de 23 ans de football  représente le Nigeria dans les compétitions de football espoirs comme les Jeux olympiques d'été ou les Jeux africains, où sont conviés les joueurs de moins de 23 ans.

## Palmarès
- Vainqueur des Jeux olympiques en 1996
- Finaliste des Jeux olympiques en 2008
- 3e des Jeux olympiques en 2016

## Parcours lors des Jeux olympiques
Depuis les Jeux olympiques d'été de 1992, le tournoi est joué par des joueurs de moins de 23 ans.
| Football aux Jeux olympiques | Football aux Jeux olympiques | Football aux Jeux olympiques | Football aux Jeux olympiques | Football aux Jeux olympiques | Football aux Jeux olympiques | Football aux Jeux olympiques | Football aux Jeux olympiques | Football aux Jeux olympiques |
| Année                        | Tour                         | Classement                   | J                            | G                            | N                            | P                            | Bp                           | Bc                           |
| ---------------------------- | ---------------------------- | ---------------------------- | ---------------------------- | ---------------------------- | ---------------------------- | ---------------------------- | ---------------------------- | ---------------------------- |
| 1968                         | 1er tour                     | 14                           | 3                            | 0                            | 1                            | 2                            | 4                            | 9                            |
| 1972                         | Non qualifiée                | -                            | -                            | -                            | -                            | -                            | -                            | -                            |
| 1976                         | Non qualifiée                | -                            | -                            | -                            | -                            | -                            | -                            | -                            |
| 1980                         | 1er tour                     | 13                           | 3                            | 0                            | 1                            | 2                            | 2                            | 5                            |
| 1984                         | Non qualifiée                | -                            | -                            | -                            | -                            | -                            | -                            | -                            |
| 1988                         | 1er tour                     | 15                           | 3                            | 0                            | 0                            | 3                            | 1                            | 8                            |
| 1992                         | Non participant              | -                            | -                            | -                            | -                            | -                            | -                            | -                            |
| 1996                         | Vainqueur                    | 1                            | 6                            | 5                            | 0                            | 1                            | 12                           | 6                            |
| 2000                         | Quart de finale              | 8                            | 4                            | 1                            | 2                            | 1                            | 8                            | 10                           |
| 2004                         | Non qualifiée                | -                            | -                            | -                            | -                            | -                            | -                            | -                            |
| 2008                         | Finale                       | 2                            | 6                            | 4                            | 1                            | 1                            | 10                           | 4                            |
| 2012                         | Non qualifiée                | -                            | -                            | -                            | -                            | -                            | -                            | -                            |
| 2016                         | 3e                           | 3                            | 6                            | 4                            | 0                            | 2                            | 11                           | 10                           |
| 2021                         | Non qualifiée                | -                            | -                            | -                            | -                            | -                            | -                            | -                            |
| 2024                         | Non qualifiée                | -                            | -                            | -                            | -                            | -                            | -                            | -                            |
| Total                        | 7/27                         | 3 médailles                  | 31                           | 14                           | 5                            | 12                           | 48                           | 52                           |

## Effectif 2016
| #          | Nom                  | Club                 | Âge      | Joués    | But inscrit | Averti   | Carton jaune · Carton jaune · Carton rouge | Carton rouge |
| Gardiens   | Gardiens             | Gardiens             | Gardiens | Gardiens | Gardiens    | Gardiens | Gardiens                                   | Gardiens     |
| ---------- | -------------------- | -------------------- | -------- | -------- | ----------- | -------- | ------------------------------------------ | ------------ |
| 1          | Daniel Akpeyi        | Chippa United        | 29       | 1        | 0           | 0        | 0                                          | 0            |
| 18         | Emmanuel Daniel      | Enugu Rangers        | 22       | 5        | 0           | 0        | 0                                          | 0            |
| Défenseurs |                      |                      |          |          |             |          |                                            |              |
| 6          | William Troost-Ekong | FK Haugesund         | 22       | 6        | 0           | 0        | 0                                          | 0            |
| 3          | Kingsley Madu        | AS Trencin           | 20       | 4        | 0           | 0        | 0                                          | 0            |
| 16         | Stanley Amuzie       | SC Olhanense         | 20       | 6        | 0           | 0        | 0                                          | 0            |
| 5          | Saturday Erimuya     | Kayseri Erciyesspor  | 18       | 1        | 0           | 0        | 0                                          | 0            |
| 2          | Muenfuh Sincere      | Rhapsody FC          | 18       | 6        | 0           | 0        | 0                                          | 0            |
| Milieux    |                      |                      |          |          |             |          |                                            |              |
| 10         | John Obi Mikel       | Chelsea FC           | 29       | 6        | 1           | 0        | 0                                          | 0            |
| 14         | Azubuike Okechukwu   | Yeni Malatyaspor     | 19       | 5        | 0           | 0        | 0                                          | 0            |
| 4          | Abdullahi Shehu      | CF União Madeira     | 23       | 5        | 0           | 0        | 0                                          | 0            |
| 12         | Popoola Saliu        | FC Metz              | 21       | 5        | 0           | 0        | 0                                          | 0            |
| 17         | Usman Mohammed       | CF União Madeira     | 22       | 6        | 0           | 0        | 0                                          | 0            |
| 15         | Ndifreke Udo         | Abia Warriors        | 17       | 5        | 0           | 0        | 0                                          | 0            |
| Attaquants |                      |                      |          |          |             |          |                                            |              |
| 7          | Aminu Umar           | Osmanlispor FK       | 21       | 5        | 2           | 0        | 0                                          | 0            |
| 9          | Imoh Ezekiel         | Al-Arabi Sports Club | 22       | 6        | 0           | 0        | 0                                          | 0            |
| 13         | Umar Sadiq           | AS Roma              | 19       | 6        | 4           | 0        | 0                                          | 0            |
| 11         | Junior Ajayi         | Club sportif sfaxien | 20       | 2        | 0           | 0        | 0                                          | 0            |
| 8          | Oghenekaro Etebo     | CD Feirense          | 20       | 3        | 4           | 0        | 0                                          | 0            |
| Entraîneur |                      |                      |          |          |             |          |                                            |              |
|            | Samson Siasia        |                      | 49       |          |             |          |                                            |              |